# Babia Góra (Cierlicko)
Babia Góra (cz. Babí Hora, 423 m n.p.m.) – najwyższy szczyt powiatu karwińskiego. Znajduje się w gminie Cierlicko – Grodziszcz, nieopodal zapory cierlickiej. Punkt widokowy na Beskidy.
W 2009 na południowo-wschodnich stokach Babiej Góry otwarto galerię rzeźby. Pierwsze posągi pojawiły się tu w 2002 roku, przywiezione z muzeum górnictwa Landek park w Ostrawie. Dzieła poświęcone są różnym miejscom z Zaolzia. W 2015 znajdowało się tu blisko 40 rzeźb.
Na Babiej Górze jeszcze w XVIII w. znajdowały się pozostałości grodziska, zajmujące zaledwie kilkanaście metrów kwadratowych. W erze nowożytnej używano grodziska do obrony przed Szwedami, stąd zwano je „szwedzkimi szańcami”.